# Лобисевичі
Лобисевичі (рос. Лобысевичи) — український старшинський, пізніше дворянський рід.

## Походження
Нащадки Филона Корнійовича Лобасова (Коновала), обивателя Погарського (1662).

## Опис герба
В червоному полі срібний якір (Котвиця).
Щит увінчаний дворянським нашоломником і короною. Нашоломник: три страусиних пера. Намет на щиті червоний підкладений сріблом.

## Представники роду
- Лобисевич, Опанас Кирилович (1732—1805) — український письменник, перекладач. Один з лідерів Новгород-Сіверського патріотичного гуртка.